# Sothisperiode
De Sothisperiode of Sothiscyclus is een periode van ongeveer 1460 jaar waarna het Sothisfeest van het oude Egypte weer op dezelfde datum, 1 Thot, van de Egyptische kalender gevierd werd.
De reden voor het geleidelijk verloop van de datum kwam doordat het feest gekoppeld was aan de heliakische opkomst (het eerst weer verschijnen van een ster na een periode van onzichtbaarheid door de zon) van de ster Sirius, vereenzelvigd met de godin Sopdet, die een siderisch jaar heeft van 365.25 dagen. De burgerlijke kalender daarentegen had 365 dagen en zonder schrikkeldag kwam het iedere vier jaar een dag achter te lopen. De cyclus duurt hierdoor ongeveer 365/0.25= 1460 jaar (sommige berekeningen gaan uit van 1456 jaar).
Deze cyclus werd voor het eerst opgemerkt door Eduard Meyer in 1904. Na het doorzoeken van Egyptische bronnen vond hij zes vermeldingen van een heliakische opgang van Sothis. Een belangrijk uitgangspunt was de door Censorinus vermelde opkomst van Sirius in 139 n.Chr. die samenviel met het begin van het kalenderjaar. Dit gebeurde ten tijde van keizer Antoninus Pius, waarbij een speciale munt werd geslagen in Alexandrië om dat heugelijke feit te vieren. We kunnen nu twee cycli van 1456 jaar terugrekenen: 1317 v.Chr en 2773 v.Chr. 
Andere vermeldingen zijn een Sothisfeest in het jaar zeven van Senusret III op de 16 dag van de vierde maand van het tweede jaargetijde, en in de Papyrus Ebers in het negende jaar van Amenhotep I op de negende dag van de derde maand van het derde jaargetijde. Deze data zijn van uitzonderlijk belang voor de chronologie van het Oude Egypte en omringende gebieden. We kunnen namelijk al terugrekenen dat het 7de jaar van Senusret III 1872 v.Chr. was en dat het 9e jaar van Amenhotep I  1541 v.Chr. was. Dit verschaft drie ijkpunten voor de hele tijdschaal vanaf het Middenrijk. 
Er is echter een probleem. Het tijdstip waarop de opkomst van de ster wordt waargenomen hangt af van de breedtegraad waarop men de waarneming doet en het Nijldal is langgerekt. De berekening wordt daarmee anders als we aannemen dat de waarneming in bijvoorbeeld Memphis, Thebe of op Elefantine gedaan werd. Daarom zijn er 'hoge' en 'lage' jaartallen in omloop.
Er wordt wel gedacht dat de burgerlijke kalender in 2773 v.Chr. in gebruik genomen is met het Sothisfeest als nieuwjaarsdag. Weliswaar valt dit jaar in de Tweede dynastie en was Egypte al enige eeuwen een goed functionerende staat, maar een invoering die een volle Sothisperiode eerder ligt (4319 v.Chr.) lijkt onwaarschijnlijk. Mogelijk is tot aan de tweede dynastie een andere kalender in gebruik geweest. 